# アコーディア・ゴルフレディス
アコーディア・ゴルフレディス（Accordia Golf Ladies）は、2006年から2008年まで、毎年3月第3週にアコーディア・ゴルフの主催、日本女子プロゴルフ協会（JLPGA）公認の女子プロゴルフトーナメントの第2戦として、宮崎県宮崎市の青島ゴルフ倶楽部で開催されていた。
2008年12月2日、サンケイスポーツが報じたところによると、2009年の開催時期及び開催場所を巡ってJLPGAと対立。結局2008年をもって大会を終了することになった。
2008年実績、賞金総額6000万円、優勝賞金1080万円。

## 歴代優勝者
- 2006年：不動裕理
- 2007年：木村敏美
- 2008年：不動裕理

## テレビ中継
- 地上波のテレビ放送はTBS系列で最終日のみの放送、またBSデジタル放送のBS-iでは2日目と最終日の模様を放送していた。